# ماندي فيشر
ماندي فيشر (بالإنجليزية: Mandy Fisher)‏ هي لاعبة سنوكر وأخصائية الأقدام بريطانية، ولدت في أبريل 1962 في إنجلترا في المملكة المتحدة.